# 蛇郎君
蛇郎君，是台灣民間普遍流傳的人蛇傳說，內容大致上是一位擁有法力的巨蛇要求某戶人家把女兒嫁給他的故事。在台灣流傳極廣，不只是漢人，原住民族也有許多類似的故事版本，如魯凱族的巴冷公主。

## 傳說內容
蛇郎君有很多種不同版本，內容大致上分以下成四個部分：
1. 某戶人家的父親得罪了巨蛇，為了活命只好答應把一個女兒嫁給牠，而家中的女兒卻幾乎都拒絕，只有孝順的老么為了父親而選擇答應這門親事，並且嫁給了巨蛇。
2. 老么在嫁給巨蛇後，深受巨蛇疼愛，並且跟相當富裕的巨蛇過著優渥的生活，其中一個姊姊知道後，為了獨佔這樣的生活而趁著巨蛇不在時殺了妹妹，並且扮成她的樣子
3. 姊妹鬥爭，死掉的妹妹的靈魂幻化成鳥警告蛇郎君，但被姐姐殺死、又變成樹，也被砍倒並做成家具，但那些家具又屢屢妨礙姐姐，使她最後將其劈成柴燒掉[1]
4. 妹妹藉由附在被拿去燒時在做的年糕、紅龜粿等東西並被放在棉被中，最後終於復活、事情曝光，蛇郎君殺了姐姐，夫妻繼續幸福地生活下去[2]。

### 其他版本
蛇郎君的故事在台灣各地有很多版本，劇情雖然大致雷同，但仍有許多細節會有差異，如姊妹的父親職業就有撿豬屎、花農、員外、獵人、樵夫、頭目等、女兒人數也從兩個到五個不等、殺死妹妹的人是大姊或二姊、長的醜的姊姊以各種理由欺騙蛇郎君（如吃太多黃豆聲音變啞、炸豬油時不小心燙到臉而變醜等），有些版本中蛇郎君還會顧及妻子的感受而變成帥氣的男子，而因為細節不同，也有很多不同的結局，例如最後妹妹沒有復活、或是變成的鳥被姐姐趕走等。

### 排灣族版本
有一名父親摘了一朵小黃花送給女兒，但那朵花其實是條蛇，蛇威脅女兒如果不嫁給她的話就要咬死父親，女兒答應了，幾天後蛇帶著四個朋友變成人出現，原來他們都是天上的神蛇。婚後女兒告訴神蛇因為她嫁給蛇而被族人嘲笑，神蛇便再也沒有現出原形。

## 現代研究
蛇郎君的故事很有可能是由中國移民帶來台灣、並且隨著跟原住民本身的蛇神傳說交流而有所變化，分類上屬於AT分類法中的「神奇的丈夫」（425～449）的故事類型。在不同的故事版本中，往往會加入當地族群的文化、觀念及思想的元素在其中，如漢人的版本中，就比較注重女兒的「孝道」以及蛇郎君的富有，但原住民的版本中，卻比較注重蛇郎君本身的祖靈、神靈的身分，以彰顯氏族、貴族的權能。